# Паружеваць
Паружеваць (хорв. Paruževac) — населений пункт у Хорватії, у Загребській жупанії у складі громади Дубрава.

## Населення
Населення за даними перепису 2011 року становило 135 осіб.
Динаміка чисельності населення поселення:

## Клімат
Середня річна температура становить 10,87 °C, середня максимальна – 25,16 °C, а середня мінімальна – -5,83 °C. Середня річна кількість опадів – 823 мм.
| Клімат поселення                              | Клімат поселення | Клімат поселення | Клімат поселення | Клімат поселення | Клімат поселення | Клімат поселення | Клімат поселення | Клімат поселення | Клімат поселення | Клімат поселення | Клімат поселення | Клімат поселення | Клімат поселення |
| Показник                                      | Січ.             | Лют.             | Бер.             | Квіт.            | Трав.            | Черв.            | Лип.             | Серп.            | Вер.             | Жовт.            | Лист.            | Груд.            |                  |
| Середній максимум, °C                         | 6,07             | 8,12             | 12,67            | 17,00            | 22,03            | 25,16            | 24,34            | 23,78            | 19,76            | 14,77            | 9,29             | 4,92             |                  |
| Середня температура, °C                       | 0,11             | 2,19             | 6,71             | 11,05            | 16,08            | 19,19            | 20,70            | 20,14            | 16,11            | 11,14            | 5,66             | 1,29             |                  |
| Середній мінімум, °C                          | −5,83            | −3,78            | 0,78             | 5,09             | 10,12            | 13,26            | 17,08            | 16,51            | 12,49            | 7,49             | 2,02             | −2,35            |                  |
| Норма опадів, мм                              | 46               | 45               | 53               | 64               | 75               | 89               | 76               | 77               | 76               | 77               | 82               | 63               |                  |
| Середньомісячна швидкість вітру, м/с          | 2.00             | 2.20             | 2.60             | 2.50             | 2.30             | 2.10             | 2.00             | 1.84             | 1.90             | 1.93             | 2.00             | 2.00             |                  |
| Середньомісячна сонячна радіація, кДж/м²·день | 4114             | 6898             | 10617            | 15072            | 19326            | 21304            | 22208            | 19375            | 14243            | 8787             | 4578             | 3341             |                  |
| --------------------------------------------- | ---------------- | ---------------- | ---------------- | ---------------- | ---------------- | ---------------- | ---------------- | ---------------- | ---------------- | ---------------- | ---------------- | ---------------- | ---------------- |
| Джерело:                                      |                  |                  |                  |                  |                  |                  |                  |                  |                  |                  |                  |                  |                  |